# Bill Dubuque
Bill Dubuque, född 1966, är en amerikansk manusförfattare. Han jobbade som headhunter i 12 år innan han 2008 övergick till att istället bli manusförfattare på heltid.

## Filmografi (i urval)
- 2014 – The Judge
- 2016 – The Accountant
- 2017 – Ozark (TV-serie)
- 2025 – The Accountant 2